# Bilingual
Bilingual è il sesto album in studio del gruppo musicale britannico Pet Shop Boys, pubblicato il 2 settembre 1996 in Europa dalla Parlophone e il giorno successivo negli Stati Uniti d'America dalla Atlantic Records.
Con oltre un milione e mezzo di copie vendute, l'album ottenne un buon successo, piazzandosi alla posizione numero 4 nel Regno Unito: questo grazie al fatto che dei quattro singoli estratti, tre di essi (Before, Se a vida è (That's the Way Life Is) e A Red Letter Day) entrarono nella Top10 inglese (Before si piazzò al primo posto nella classifica dance degli Stati Uniti). L'altro singolo, Single-Bilingual, invece entrò solo nella Top20.

## Il disco
Dopo la pubblicazione del loro album del 1993 Very, i Pet Shop Boys intrapresero un tour in Sud America l'anno successivo; entrambi furono influenzati dai ritmi e dal sound dell'America Latina. Questi ritmi latineggianti sono fortemente presenti nell'album, album che in tre delle sue canzoni contiene versi sia in inglese che in spagnolo e portoghese.
La scelta di pubblicare un album dai ritmi latini fu molto rischiosa in quanto in quel periodo era di gran moda il fenomeno del britpop e, nonostante le perplessità della loro casa discografica, il duo decise di pubblicare Bilingual. "Fra le tante ragioni per cui decidemmo di fare un album come questo" dichiarò Neil Tennant "una fu la nostra reazione al Britpop. Siamo un gruppo europeo ma siamo anche un gruppo internazionale e ciò ci piace".
La scelta dei Pet Shop Boys si rivelò essere di gran lunga in anticipo sui tempi, in quanto diverso tempo dopo la pubblicazione di Bilingual scoppiò letteralmente il fenomeno della musica latina.
Nonostante il notevole anticipo sui tempi, globalmente l'album vendette più di un milione e mezzo di copie e, come già detto, raccolse un buon successo.
Il singolo Se a vida é (That's the Way Life Is) si piazzò nella posizione numero 8 nella classifica inglese e diventò subito il "tormentone estivo" del Regno Unito, forte anche di una pesante riproduzione radiofonica. Il brano rimase in classifica fino ad estate inoltrata, uscendo dalla prestigiosa Top40 solo a novembre. Numerosi remix in chiave dance vennero realizzati, i quali contribuirono a rendere il brano una delle più grandi hit della seconda metà degli anni 90.

### Promozione negli Stati Uniti d'America
La promozione di Bilingual negli Stati Uniti d'America fu abbastanza particolare rispetto alla promozione mondiale dell'album: fu infatti la prima volta che i Pet Shop Boys pubblicarono un loro album prima negli Stati Uniti anziché nel Regno Unito. Ciò fu dovuto ad una vicenda dell'anno precedente dove il contratto negli Stati Uniti dei Pet Shop Boys passò dalla EMI alla Atlantic Records.
Altra particolarità fu che negli Stati Uniti i singoli estratti furono tre, di cui gli ultimi due furono due doppi lati A: Before, Se a vida è (That's the Way Life Is)/To Step Aside e Somewhere/A Red Letter Day. Contrariamente a quanto pubblicato in tutto il mondo, To Step Aside fu estratta come singolo. Per altro lato, Single-Bilingual fu pubblicato come singolo in tutto il mondo eccetto negli Stati Uniti.

### Edizioni speciali
Forte del successo raccolto e per la promozione del nuovo singolo Somewhere, i Pet Shop Boys pubblicarono il 7 luglio 1997 una edizione speciale di Bilingual, intitolata appunto Bilingual Special Edition. Questa versione entrò in classifica alla posizione numero 32.
Nel mese di giugno 2001 Bilingual venne ristampato in edizione speciale a due dischi: il primo disco è l'album stesso, il secondo disco contiene materiale extra registrato negli anni 1995-1997. La ristampa di Bilingual entrò in classifica alla posizione 164.

## Tracce
1. Discoteca – 4:37
2. Single – 3:48
3. Metamorphosis – 4:03
4. Electricity – 4:58
5. Se a vida é (That's the Way Life Is) – 4:00
6. It Always Comes as a Surprise – 6:05
7. A Red Letter Day – 5:10
8. Up Against It – 4:16
9. The Survivors – 4:30
10. Before – 4:32
11. To Step Aside – 3:48
12. Saturday Night Forever – 3:59

CD bonus nell'edizione speciale
1. Somewhere (Extended Mix) – 10:53
2. A Red Letter Day (Trouser Enthusiasts Autoerotic Decapitation Mix) – 9:59
3. To Step Aside (Brutal Bill Mix) – 7:30
4. Before (Love to Infinity Classic Paradise Mix) – 7:56
5. The Boy Who Couldn't Keep His Clothes On (Danny Tenaglia International Club Mix) – 6:06
6. Se a vida é (Pink Noise Mix) – 5:37
7. Discoteca (Trouser Enthusiasts Adventure Beyond the Stellar Empire Mix) – 9:30

Further Listening 1995–1997 – CD bonus nella ristampa del 2001
1. Paninaro '95 – 4:11
2. In the Night (1995) – 4:18
3. The Truck-driver and His Mate – 3:33
4. Hit and Miss – 4:07
5. How I Learned to Hate Rock 'n' Roll – 4:38
6. Betrayed (5:20)
7. Delusions of Grandeur – 5:04
8. Discoteca (Single Version) – 5:14
9. The Calm Before the Storm – 2:48
10. Discoteca (New Version) – 3:47
11. The Boy Who Couldn't Keep His Clothes On – 6:09
12. A Red Letter Day (Expanded Single Version) – 5:36
13. The View from Your Balcony – 3:44
14. Disco Potential – 4:07
15. Somewhere (Extended Mix) – 10:55

## Successo commerciale
Nella sua prima settimana di pubblicazione Bilingual vendette 23,732 copie facendolo debuttare in 4ª posizione in classifica.
Con oltre un milione e mezzo di copie vendute globalmente, Bilingual fu un buon successo commerciale e ottenne il disco d'oro superando le 100 000 copie vendute in madrepatria.

## Classifiche
| Classifica (1996) | Posizione massima |
| ----------------- | ----------------- |
| Australia         | 3                 |
| Austria           | 15                |
| Belgio (Fiandre)  | 28                |
| Belgio (Vallonia) | 10                |
| Canada            | 18                |
| Finlandia         | 14                |
| Francia           | 45                |
| Germania          | 7                 |
| Norvegia          | 25                |
| Nuova Zelanda     | 25                |
| Paesi Bassi       | 59                |
| Regno Unito       | 4                 |
| Stati Uniti       | 39                |
| Svezia            | 4                 |
| Svizzera          | 11                |

## Extra
In quel periodo, parallelamente al successo dell'album, Neil Tennant fu special guest in un concerto della band inglese Suede, duettando in due brani. Sempre nel 1996 i Pet Shop Boys collaborarono con David Bowie nel brano Hallo Spaceboy, che si posizionò in posizione 12 nella classifica.
Verso fine anno, la canzone dell'album Up Against It divenne una grande hit in Svezia e qualche altra nazione, ma non venne mai pubblicato come singolo.
Nel 1997 l'album ottenne una nomination ai Grammy Awards per il singolo To Step Aside, uscito solo negli Stati Uniti d'America. Il brano ottenne un successo clamoroso, tanto che nella classifica dance statunitense (la Hot Dance Club Play) trionfò al primo posto.
In un'intervista del 2001 Tennant dichiarò: "A volte penso che quest'album sia stato coperto da una nube: se lo si ascolta semplicemente, senza pregiudizi, Bilingual è un ottimo album. Contiene alcune delle nostre produzioni migliori. Purtroppo tutti si scordano che quando Bilingual uscì fu acclamato dai critici, ricevendo fantastiche recensioni. Ciò anche in virtù dei due precedenti singoli da Top10".
Sempre nella stessa intervista Lowe ricorda il periodo: "Penso che forse abbiamo scelto i singoli sbagliati, come sempre del resto. Sia io che Neil siamo d'accordo sul fatto che l'album dura troppo, che avremmo dovuto modificare l'ordine delle tracce: non senti forti melodie prima della quinta canzone. Forse avremmo dovuto commercializzare l'ordine delle tracce, partendo subito con Se a vida é e Before".